# Rio Cernişoara
O Rio Cernişoara é um rio da Romênia, afluente do Cerna, localizado no distrito de Vâlcea.